# 250-я истребительная авиационная дивизия
250-я истребительная авиационная Краснознамённая дивизия (250-я иад) — соединение Военно-Воздушных сил (ВВС) Вооружённых Сил СССР в Советско-японской войне, выполнявшее задачи противовоздушной обороны в послевоенные годы.

## Наименования
- 250-я истребительная авиационная дивизия;
- 250-я истребительная авиационная Краснознамённая дивизия;
- 250-я истребительная авиационная Краснознамённая дивизия ПВО;
- 168-я истребительная авиационная Краснознамённая дивизия ПВО;
- Полевая почта 65210.

## Создание дивизии
250-я истребительная авиационная дивизия сформирована к 1 августа 1942 года на основании Приказа НКО СССР.

## Переименование дивизии
- в ноябре 1948 года дивизия была передана в состав войск ПВО и получила наименование 250-я Краснознамённая истребительная авиационная дивизия ПВО
- 20 февраля 1949 года дивизия была переименована в 168-ю Краснознамённую истребительную авиационную дивизию ПВО.

## Расформирование дивизии
В июле 1960 года дивизия была расформирована в составе 8-го корпуса ПВО.

## В действующей армии
В составе действующей армии:
- с 9 августа 1945 года по 3 сентября 1945 года

## Командиры дивизии
| Звание                           | Ф. И. О.                      | Период                  |
| -------------------------------- | ----------------------------- | ----------------------- |
| Подполковник, Полковник          | Семененко Иван Андреевич      | 27.07.1942 — 15.08.1943 |
| Полковник                        | Ячменев Семен Степанович      | 15.08.1943 — 04.1944    |
| Подполковник                     | Долбышев Михаил Дмитриевич    | 04.1944 — 18.09.1944    |
| Майор                            | Юдаев Виктор Никитович (ВрИД) | 31.10.1944 — 15.02.1945 |
| Полковник, Генерал-майор авиации | Немцевич Юрий Александрович   | 16.02.1945 — 30.12.1946 |

## В составе объединений
| Дата            | Фронт (округ)                       | Армия                       | Корпус                                     |
| --------------- | ----------------------------------- | --------------------------- | ------------------------------------------ |
| 01.08.1942 года | Дальневосточный фронт               | ВВС Дальневосточного фронта |                                            |
| 15.08.1942 года | Дальневосточный фронт               | 9-я воздушная армия         |                                            |
| 19.03.1945 года | Приморская группа войск             | 9-я воздушная армия         |                                            |
| 05.08.1945 года | 1-й Дальневосточный фронт           | 9-я воздушная армия         |                                            |
| 03.09.1945 года | 1-й Дальневосточный фронт           | 9-я воздушная армия         |                                            |
| 10.09.1945 года | Забайкальско-Амурский военный округ | 9-я воздушная армия         |                                            |
| 01.08.1946 года | Забайкальско-Амурский военный округ | ВВС округа                  | 12-й смешанный авиационный корпус          |
| 01.10.1948 года | ПВО страны                          |                             | 1-й истребительный авиационный корпус ПВО  |
| 10.01.1949 года | ПВО страны                          |                             | 50-й истребительный авиационный корпус ПВО |
| 01.12.1954 года | ПВО страны                          | Амурская армия ПВО          |                                            |
| 01.04.1957 года | ПВО страны                          |                             | Комсомольский корпус ПВО                   |
| 01.04.1960 года | ПВО страны                          |                             | 8-й корпус ПВО                             |
| 01.08.1960 года | ПВО страны                          |                             | 8-й корпус ПВО                             |

## Участие в операциях и битвах
- Советско-японская война:
  - Маньчжурская операция- с 9 августа 1945 года по 2 сентября 1945 года.
  - Харбино-Гиринская наступательная операция — с 9 августа 1945 года по 2 сентября 1945 года.

Начиная с 9 августа 1945 года дивизия наносила удары по военным объектам в районе городов Чанчунь и Харбин, прикрывала войска 1-й Краснознамённой и 5-й армий при прорыве обороны противника. С 10 по 17 августа 1945 года поддерживала наступление войск 1-го Дальневосточного фронта в направлении на Чанчунь и Харбин, содействовала войскам фронта в овладении Хутоусским и Дуннинским Укрепрайонами и разгроме муданьцзянской группировки противника.

## Состав дивизии
| Полк                                  | Период                     | Примечание |
| ------------------------------------- | -------------------------- | --- |
| 48-й истребительный авиационный полк  | 06.08.1942 — 28.06.1946 г. | Переименован в 311-й истребительный авиационный полк                                                                              |
| 311-й истребительный авиационный полк | 28.06.1946 — 21.06.1962    | расформирован |
| 530-й истребительный авиационный полк | 23.08.1942 — 16.02.1944    | передан в 194-ю иад 13-го иак |
| 917-й истребительный авиационный полк | 25.09.1942 — 25.04.1947    | расформирован (аэр. Кайсю, Северная Корея), личный состав передан в 911-й, 582-й и 361-й иап дивизии, самолёты Ла-7 — в 582-й иап |
| 361-й истребительный авиационный полк | 13.01.1944 — 19.08.1960    | расформирован |
| 913-й истребительный авиационный полк | 01.04.1943 — 1947          | передан в состав 32-й иад 9-й ВА                                                                                                  |
| 531-й истребительный авиационный полк | 08.08.1945 — 03.09.1945    | оперативно подчинён (на время ведения боевых действий)                                                                            |

## Боевой состав вСоветско-японской войне

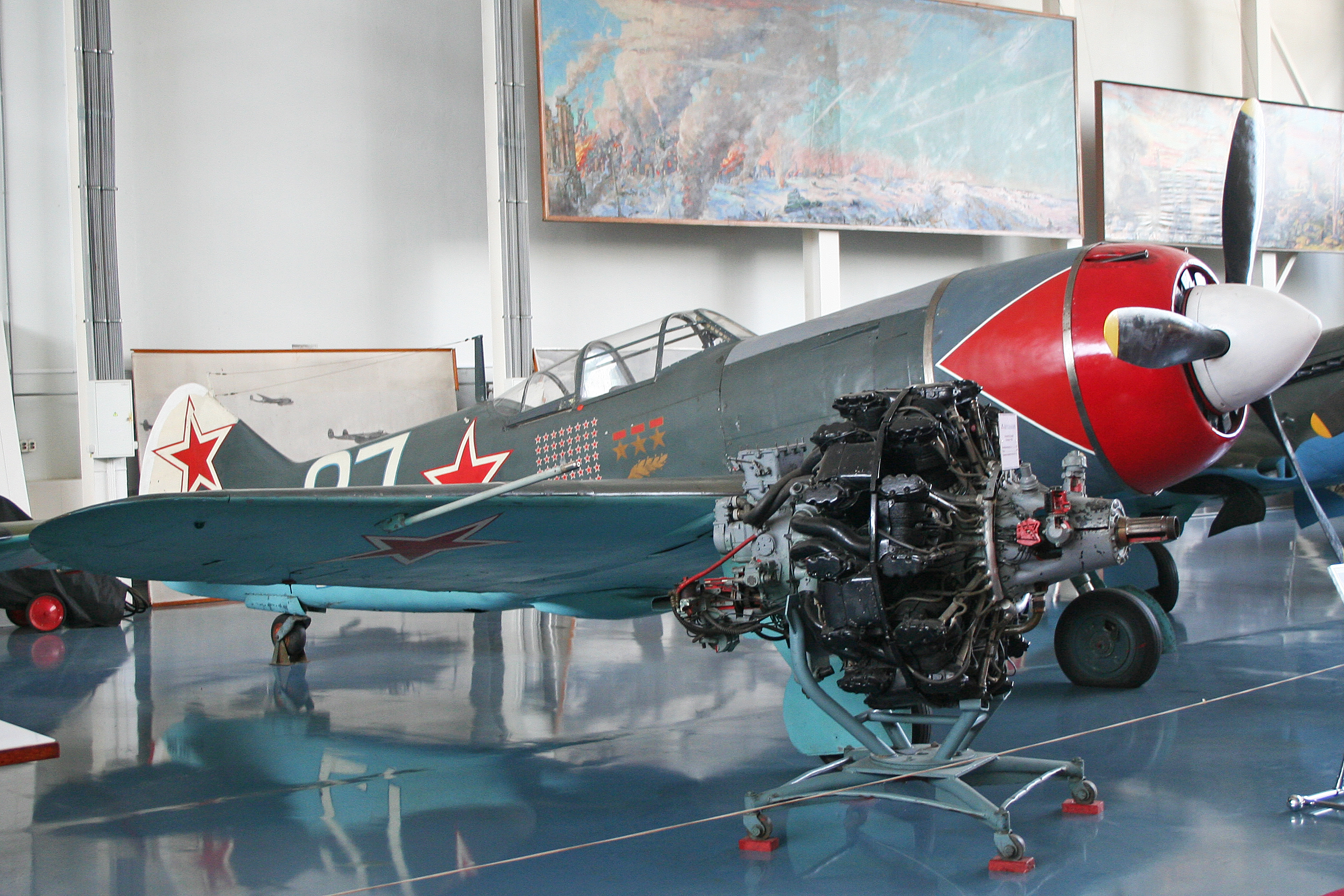
Ла-7

- 48-й истребительный авиационный полк (Як-9)[10]
- 361-й истребительный авиационный полк (Як-9)[10]
- 917-й истребительный авиационный полк (Ла-7)[10]
- 913-й истребительный авиационный полк (Ла-7)[10]
- 531-й истребительный авиационный полк (Як-9М)[10]

## Боевой состав на 1950 год

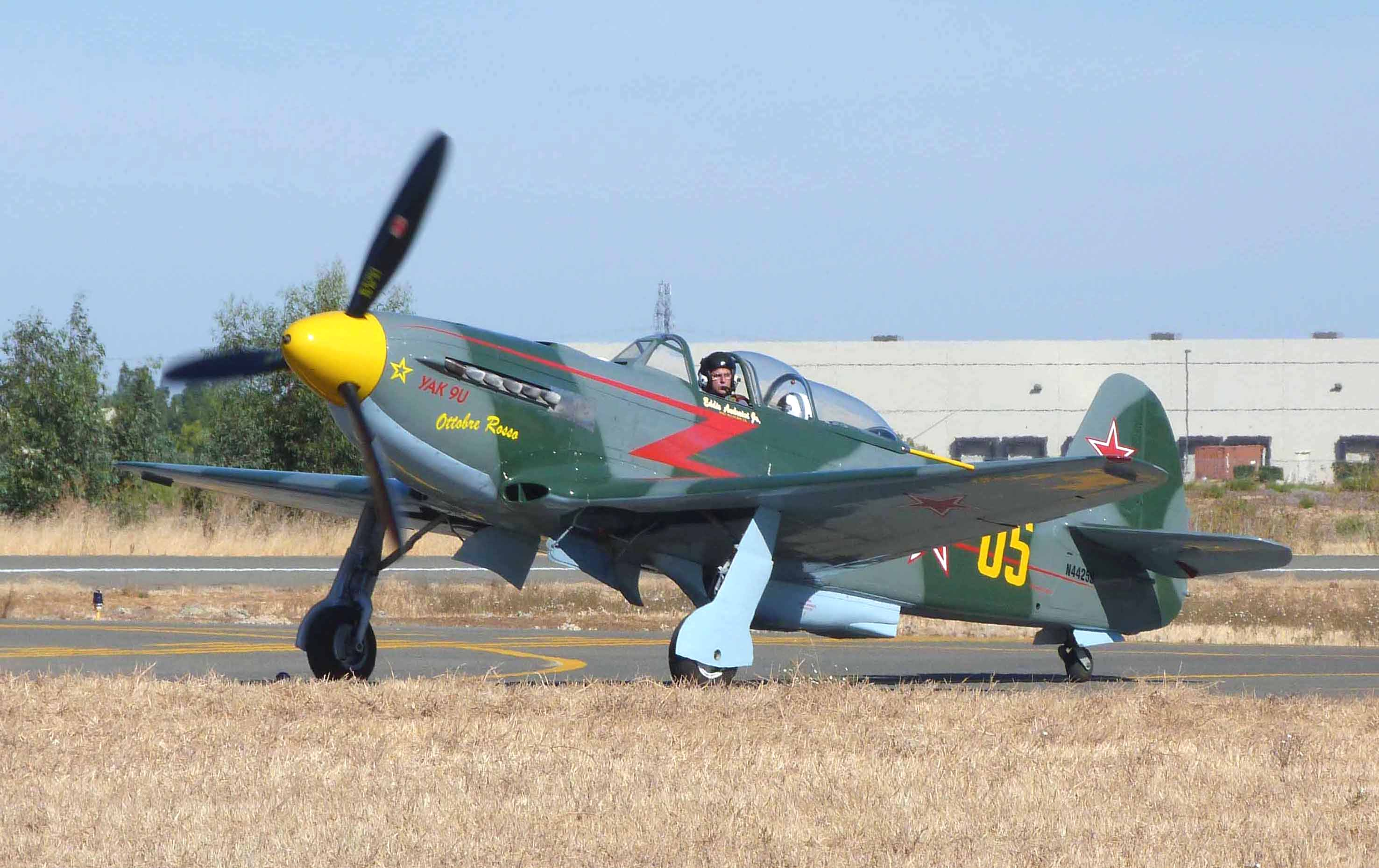
Як-9

- 311-й истребительный авиационный полк (Комсомольск-на-Амуре, Як-9)
- 361-й истребительный авиационный полк (Хабаровск, Як-9)

## Боевой состав на 1960 год
- 311-й истребительный авиационный полк (Комсомольск-на-Амуре, МиГ-17)
- 361-й истребительный авиационный полк (Хабаровск, МиГ-17)

## Награды
250-я истребительная авиационная дивизия Приказом Народного комиссара обороны СССР № 0165 от 28 сентября на основании Указа Президиума Верховного Совета СССР от 19 сентября 1945 года за образцовое выполнение заданий командования в боях против японских войск на Дальнем Востоке при форсировании реки Уссури, прорыве Хутоуского, Мишанського, Пограничненского и Дунненского укреплённых районов, овладении городами Мишань, Гирин, Яньцзи, Харбин и проявленные при этом доблесть и мужество награждена орденом «Красного Знамени».
После расформирования дивизии в соответствии с Директивой Генерального штаба ВС СССР в целях сохранения славных традиций в мае 1960 года орден «Боевого Красного Знамени» передан 8-му корпусу ПВО 11-й отдельной армии ПВО.

## Благодарности Верховного Главнокомандующего
Дивизии за овладение всей Маньчжурией, Южным Сахалином и островами Сюмусю и Парамушир из группы Курильских островов, главным городом Маньчжурии Чанчунь и городами Мукден, Цицикар, Жэхэ, Дайрэн, Порт-Артур объявлена благодарность.

## Базирование дивизии
| Период            | Место базирования             |
| ----------------- | ----------------------------- |
| 09.1945 — 06.1946 | Большой, Хабаровский край     |
| 06.1946 — 11.1948 | Кайсю (Хэчжу), Северная Корея |
| 11.1948 — 08.1960 | Большой, Хабаровский край     |

| МиГ-17 | МиГ-15 | МиГ-17 |